# ダグラス・デッジ
ダグラス・デッジ（Douglas Dedge、1966年6月18日 - 1998年3月18日）は、アメリカ合衆国の男性総合格闘家。フロリダ州出身。
近代総合格闘技で、試合中の負傷が原因で死亡した初めての選手である。1998年にウクライナの大会に出場、試合に敗れた後昏睡し、2日後に深刻な脳損傷が原因で死亡した

## 来歴
フロリダ州のチップリー市に生まれたデッジはアラバマ州のエンタープライズ市で総合格闘技のジムを作った。

### リング禍
1998年3月16日、ウクライナのキエフで行われたInternational Super Challengeという大会に出場。ノールールでは無かったこの大会は「ウクライナ対世界」と銘打たれ、約4000人の観客を動員した。（興行元である地元の柔術クラブ）ミナモトは「世界チーム」の選手を集めるために、ファイトマネー2000ドル・勝利ボーナス3000ドルに加えて旅費・滞在費を保証すると、インターネットで出場者募集の告知を行っていた。デッジは集まったアメリカ人選手3人のうちの1人であった。
試合中デッジはテイクダウンを試みるが、対戦相手のエフゲニー・ゾロタレフにマウントポジションを奪われ、鉄槌とパウンドを頭部に15発浴び、まだ「きちんと防御ができていた」ものの5分をまたずにギブアップして試合は終了した。試合後デッジは一度は立ち上がるが直ぐに倒れ、2日後に深刻な脳損傷が原因でキエフ脳神経外科研究所で死亡した。デッジの友人はこの試合のトレーニング中にデッジが失神したことがあったと後に述べている。
デッジの死後、UFCを1997年に解雇されていたUFCの元共同創立者兼マッチメーカーのアート・デイビーは、UFCオーナーのボブ・マイロビッツへ総合格闘技をプロモーションすることを考え直すよう手紙を書いている。また、デイビーは総合格闘技反対派の上院議員ジョン・マケインにも手紙を書いている。しかし、デイビーはK-1と契約しK-1USAの副社長に就任していたため、デイビーが手紙を書いた動機を疑う記者もいた。
UFCを代表して、ボブ・マイロビッツは「このようなリング禍が起きないために、我々はアメリカ国内や国際的にアスレチック・コミッションによる管理を求めている」とコメントした。

## 戦績
| 総合格闘技 戦績 | 総合格闘技 戦績 | 総合格闘技 戦績 | 総合格闘技 戦績 | 総合格闘技 戦績 | 総合格闘技 戦績 | 総合格闘技 戦績 |
| --------------- | --------------- | --------------- | --------------- | --------------- | --------------- | --------------- |
| 1 試合          | (T)KO           | 一本            | 判定            | その他          | 引き分け        | 無効試合        |
| 0 勝            | 0               | 0               | 0               | 0               | 0               | 0               |
| 1 敗            | 0               | 1               | 0               | 0               | 0               | 0               |

| 勝敗 | 対戦相手               | 試合結果                             | 大会名                             | 開催年月日    |
| ×    | エフゲニー・ゾロタレフ | 1R 3:49 ギブアップ（マウントパンチ） | International Super Challenge 1998 | 1998年3月16日 |